# El Eco de Galicia (La Coruña)
El Eco de Galicia fue un periódico editado en La Coruña entre 1904 y 1916.

## Historia y características
Subtitulado Diario católico e independiente en sus inicios, en 1909 pasó a denominarse Diario católico, independiente y de información; año y medio más tarde (noviembre de 1910) Diario católico y desde enero de 1915 abandonó los subtítulos. Estuvo bajo la dirección del sacerdote José Gómez Martínez (Zenitram) (entre 1908 y 1913) y después por Eugenio Zabala. Entre sus redactores figuró José Toubes Pego. La publicación fue portavoz del Arzobispo de Santiago, José María Martín de Herrera. Desapareció con un incendio en agosto de 1916, continuó su línea editorial e ideológica El Ideal Gallego.